# Скотт Стоссел
Скотт Генфорд Стоссел  (народився 7 серпня, 1969)  — американський журналіст і редактор. 

Він є національним редактором журналу The Atlantic , а раніше працював виконавчим редактором журналу The American Prospect.

## Життєпис
Випускник Гарвардського університету.  Мати Скотта Енн Генфорд, батько — Томас П. Стоссел. Він брат карикатуриста Сейджа Стоссела  і племінник тележурналіста Джона Стоссела.  
У 2014 році Стоссел був нагороджений премією Інституту Еріксона за видатні досягнення в медіа з питань психічного здоров’я. 
Стоссел пропагандує методи, які допомагають усунути тривогу. 

## Зовнішні посилання
- Офіційний сайт
- Публікації на C-SPAN